# Bing Maps Platform
Bing Maps for Enterprise (anteriormente Microsoft Virtual Earth) es una plataforma de asignación de geoespaciales producida por Microsoft. Permite a los desarrolladores crear aplicaciones que datos de ubicación-pertinentes de capa por encima de los mapas de Bing asignan imágenes. Esto incluye imágenes de satélite sensores, cámaras aéreas (incluyendo "Bird Eye" imágenes aéreas adoptada en vista de ángulo de 45 grados de mostrar edificio fachadas y entradas), así como modelos 3D de la ciudad y el terreno.
La plataforma de mapas de Bing también proporciona una base de datos global de punto de interés y la capacidad de búsqueda por negocios, la persona y la dirección. Microsoft utiliza los mapas de Bing para Enterprise plataforma para su producto Bing Maps de potencia.